# Teodora Ducaina Vatatzina
Teodora Ducaina Vatatzina (en griego: Θεοδώρα Δούκαινα Βατάτζαινα) (c. 1240 - 4 de marzo de 1303) fue la emperatriz consorte de Miguel VIII Paleólogo. El linaje de Teodora estaba relacionado con las familias imperiales bizantinas de los Ducas, los Comnenos y los Ángeles. Teodora nació alrededor de 1240 y falleció en 1303. Fue la esposa del emperador Miguel VIII, con quien tuvo siete hijos. En ciertos incidentes ella parece haber sido políticamente activa. Después de la muerte de Miguel renunció a la política de su marido, que intentó llevar a cabo la unión de las Iglesias de Oriente y Occidente. Ella era devota, haciendo donaciones a los monasterios y renovando algunos otros por iniciativa propia.